# E-1 (plataforma de satélite)
E-1, é a designação de uma plataforma de espaçonave multimissão desenvolvida pelo OKB-1, tendo sido usada na primeira leva de espaçonaves do Programa Luna. Foi desenvolvida uma segunda variante com algumas melhorias chamade de E-1A.

## Cronologia
Todos os lançamentos foram efetuados por foguetes Luna. 
- Luna E-1 No.1 - 23 de setembro de 1958 - Falha no lançamento
- Luna E-1 No.2 - 11 de outubro de 1958 - Falha no lançamento
- Luna E-1 No.3 - 04 de dezembro de 1958 - Falha no lançamento
- Luna E-1 No.4 - 02 de janeiro de 1959 - Sucesso parcial, aproximação da Lua e órbita solar, Luna 1.
- Luna E-1A No.1 - 18 de junho de 1959 - Falha no lançamento
- Luna E-1A No.2 - 12 de setembro de 1959 - Sucesso, impacto lunar, Luna 2.